# Газове
Газове —  селище в Україні, у Валківській міській громаді Богодухівського району Харківської області. Населення становить 360 осіб. До 2020 орган місцевого самоврядування — Старомерчицька селищна рада.

## Географія
Селище Газове примикає до селища Привокзальне, через нього проходить залізниця, станція Газове. До селища примикає великий лісовий масив (дуб) в якому бере початок річка Криворотівка. У лісовому масиві знаходяться садові ділянки і піонерські табори.

## Історія
12 червня 2020 року, розпорядженням Кабінету Міністрів України № 725-р «Про визначення адміністративних центрів та затвердження територій територіальних громад Харківської області», увійшло до складу Валківської міської громади.
19 липня 2020 року, в результаті адміністративно-територіальної реформи та ліквідації Валківського району, село увійшло до складу Богодухівського району.